# Claudio Castagnoli
Claudio Castagnoli (Lucerna, 27 de dezembro de 1980) é um lutador de wrestling profissional suíço que trabalha atualmente para a All Elite Wrestling. Ele é mais conhecido por seu tempo na WWE, onde atuou sob o nome de ringue Antonio Cesaro (mais tarde apenas Cesaro) de 2011 a 2022. Ele também é conhecido por seu trabalho, sob seu nome real, no circuito independente estadunidense, em companhias como Chikara, Ring of Honor, Pro Wrestling Guerrilla, e no Japão, na Pro Wrestling Noah. Em 26 de junho de 2022 Claudio Castagnoli estreou na All Elite Wrestling na Forbidden Door uma parceria entre a All Elite Wrestling e New Japan Pro Wrestling.
Castagnoli é um renomado lutador de duplas, tendo ganho diversos títulos com seu parceiro Chris Hero na dupla "Kings of Wrestling", assim como seu compatriota Ares na dupla "Swiss Money Holding". Ele ganhou o Campeonatos de Parejas com cada um. Com Ares, ele ganhou oito títulos de dupla, na Chikara, German Stampede Wrestling, International Pro Wrestling: UK, Swiss Wrestling Federation e Westside Xtreme Wrestling. Com Hero, ele ganhou seis títulos, na Chikara, Combat Zone Wrestling, Juggalo Championship Wrestling e Ring of Honor, na qual seu reinado de 364 dias é o mais longo da história. Eles também foram votados como Dupla do Ano em 2010, pelos leitores da Wrestling Observer Newsletter. Também é conhecido como King of Swing. Na WWE, Castagnoli já foi Campeão dos Estados Unidos em uma ocasião. Em 2014 seu nome de ringue virou Cesaro.

## Outras promoções

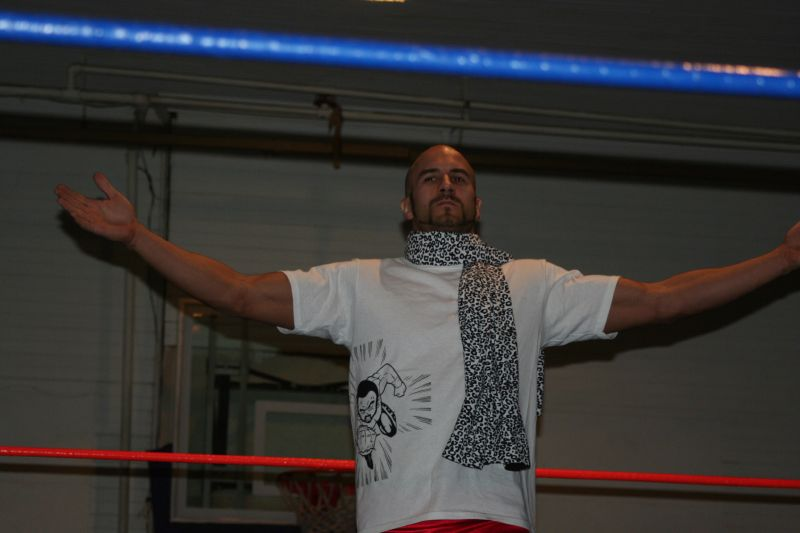
Castagnoli em abril de 2009.

Em novembro de 2006, ele enfrentou Antonio Thomas no evento da MXW Pro Wrestling, Capital Collision. Em abril de 2007, Castagnoli representou a Chikara na primeira King of Europe Cup,um torneio de dezesseis lutadores em Liverpool, Inglaterra. Ele perdeu na primeira rodada para o representante da CZW, Chris Hero.
Na metade de 2007, Castagnoli competiu no torneio Reclaiming the Glory pelo então-vago Campeonato Mundial dos Pesos-Pesados da NWA, na divisão Terry Funk. Ele derrotou Pepper Parks na primeira rodade e Sicodelico, Jr. na segunda, antes de ser derrotado por Brent Albright nas semifinais, em 12 de agosto.
Em setembro, Castagnoli competiu na Independent Wrestling Association Mid-South, no torneio Ted Petty Invitational de 2007. Ele derrotou Nigel McGuinness na primeira rodade, Davey Richards nas quartas-de-finais, e Brent Albright nas semifinais para competir em uma luta de eliminação contra Mike Quackenbush e o Campeão Meio-Sulista dos Pesos-Pesados Chuck Taylor. Ele foi o primeiro eliminado pelo vencedor, Quackenbush.
Em 13 de março de 2010, Castagnoli fez sua estreia na Evolve Wrestling, no segundo evento da promoção, derrotando Bobby Fish. No evento seguinte, em 1 de maio, ele foi derrotado por Chuck Taylor.

## WWE (2011—2022)

### Florida Championship Wrestling (2011—2012
Em 16 de setembro de 2011, Castagnoli foi contratado pela WWE, sendo mandado para o território de desenvolvimento Florida Championship Wrestling (FCW) sob o nome Antonio Cesaro. Ele estreou na FCW em 17 de setembro, sendo derrotado por Seth Rollins. Ele fez sua estreia televisiva em 24 de outubro, derrotando Mike Dalton com a Ricola Bomb. Em 6 de janeiro de 2012, Cesaro fez sua estreia no elenco principal da WWE em um evento ao vivo em Jackson, Mississippi, fazendo uma dupla com Michael McGillicutty, sendo derrotados por Alex Riley e Mason Ryan. Três dias depois, antes das gravações do WWE Superstars, Cesaro foi derrotado por Riley. Em março de 2012, Cesaro começou uma rivalidade com Richie Steamboat pelo FCW 15 Championship, empatando em uma luta pelo título em 18 de março. Cesaro esteve em outra luta preliminar, derrotando UK Kid em 17 de abril.

### Campeão do Estados Unidos (2012—2013)
Cesaro fez sua estreia televisiva na WWE no SmackDown de 20 de abril de 2012, em um segmento nos bastidores com Aksana e Theodore Long, falando com John Laurinaitis sobre um possível contrato. Na semana seguinte, Cesaro derrotou Tyson Kidd em uma luta-teste. Em 17 de julho e 3 de agosto, no SmackDown, Cesaro derrotou o Campeão dos Estados Unidos Santino Marella. No SmackDown seguinte, Cesaro sofreu sua primeira derrota individual, para Christian. No pré-show do SummerSlam, Cesaro derrotou Marella para conquistar o United States Championship. Cesaro fez sua primeira defesa de título televisiva no Raw de 3 de setembro, derrotando Marella. No Night of Champions, Cesaro derrotou Zack Ryder para manter o título. No SmackDown de 21 de setembro, Cesaro terminou seu relacionamento com Aksana após ela lhe custar uma luta para Marella. Após Cesaro ser derrotado por Justin Gabriel no Raw de 22 de outubro, os dois se enfrentaram pelo título no Hell in a Cell, com Cesaro vencendo. Cesaro derrotou R-Truth no Survivor Series, novamente mantendo o título. Ele conseguiu manter o título em uma luta Fatal 4-Way no Raw de 3 de dezembro, derrotando Truth, Kofi Kingston e Wade Barrett. No TLC: Tables, Ladders & Chairs, Cesaro novamente derrotou Truth. No Raw de 31 de dezembro, Cesaro manteve o título em uma luta contra Sgt. Slaughter e, dois dias, depois, no WWE Main Event, novamente defendeu o título, derrotando The Great Khali. No pré-show do Royal Rumble, Cesaro defendeu o título contra The Miz, fazendo o mesmo no Elimination Chamber. Ele perdeu o título para Kofi Kingston no Raw de 15 de abril. Cesaro recebeu sua revanche no Main Event de 1 de maio, mas foi derrotado.

### Aliança com Zeb Colter e Jack Swagger (2013—2014)
Após perder o título, Cesaro continuou a lutar no Main Event, Raw, SmackDown, Superstars e NXT. Ele começou uma rivalidade com Sami Zayn no NXT de 22 de maio, com Zayn derrotando Cesaro em sua estreia. A rivalidade acabou no NXT de 14 de junho, com Cesaro derrotando Zayn. No Raw de 17 de junho, Cesaro foi revelado como novo associado de Zeb Colter e derrotou William Regal. No Money in the Bank, Cesaro e o outro associado de Colter, Jack Swagger competiram na luta Money in the Bank por uma chance pelo Campeonato Mundial dos Pesos-Pesados, mas não venceram. No Raw do dia seguinte, os dois formaram uma dupla chamada "The Real Americans". Por diversas vezes tiveram chances pelo Campeonato de Duplas, nunca vencendo e se estranhando um com o outro muitas vezes, sempre separados por seu manager Zeb Colter. Participou no combate Royal Rumble em 2014 mas foi eliminado por Roman Reigns. Em Fevereiro de 2014 Cesaro participou no combate Elimination Chamber sendo eliminado por Jonh Cena o vencedor do combate foi Randy Orton os outros participantes foram Daniel Bryan, Sheamus e Christian. Em 27 de fevereiro, no NXT ArRival, Cesaro derrotou Sami Zayn novamente, mais depois da luta ambos se abraçaram.

#### Rivalidade com Jack Swagger e aliança com Paul Heyman (2014)
Durante o pré-show da Wrestlemania, The Real Americans lutaram em uma Fatal-Four-Way pelo Tag Team Champion e eliminaram Los Matadores e Rybaxel, mais foram derrotados pelos Usos. Swagger culpou Cesaro pela derrota. Zeb exigiu que ambos apertacem as mãos, mais ao em vez disso Cesaro aplicou um Giant Swing em Swagger. Na mesma noite Cesaro foi um dos participantes surpresas na Battle Royal em memória de Andre The Giant, que ele ganhou ao eliminar por último Big Show, com um Body Slam parecido com o que Hulk Hogan aplicou em Andre.
Na Raw pós-Wrestlemania, Cesaro se afastou de Zeb Colter, e se uniu a Paul Heyman. Cesaro participou do Tournament 1 contender para o Intercontinental Champion, vencendo  Mark Henry nas quartas de final, mais acabou perdendo na semifinal para Rob Van Dam, pois Swagger e Zeb distraíram ele. No SmackDown seguinte Cesaro venceu Swagger. No Extreme Rules 2014 ele venceu RVD e Jack Swagger num combate Triple Threat. Em maio de 2014 entrou em rivalidade com Sheamus pelo United States Chapionship. Os dois lutaram no Payback e Sheamus venceu ao usar um pin de roll up. Num Raw de Junho se classificou para o Money in the Bank Ladder Match pelo World Heavyweight Championship ao vencer RVD. Nesse combate acabou por perder (o vencedor foi Jonh Cena). Em julho ficou conhecido que o cinturão Intercontinental estava vago devido a uma lesão do antigo campeão. No dia 20 do mesmo mês foi realizado um battle royal pelo títilo, do qual ele participou mas não venceu. Depois disso rivalizou mais uma vez com Sheamus pelo United States Champion, e os dois lutaram no Night Of Champion's, mas ele foi derrotado.

#### Dupla com Tyson Kidd e WWE Tag Team Champions - 2015
No fim de 2014 Cesaro começou um tag team com Tyson Kidd inicialmente chamada Masters of The WWE Universe, mas mais tarde conhecida como Brass Ring Club, no raw do dia 1 de dezembro de 2014. Eles sempre são acompanhados ao ringue pela diva Natalya, que é esposa de Tyson na vida real.
Eles começaram mal: foram eliminados pelos The Usos em uma luta Tag Team Turmoil para o 1# contender pelo WWE Tag Team Championship.
A primeira vitória da dupla foi sobre os Los Matadores.
Eles se uniram com Adam Rose, em uma briga com o The New Day o que levou a uma luta entre eles no Royal Rumble 2015.
No pré-show do Royal Rumble Cesaro e Kidd derrotaram o New Day. Mais tarde Cesaro entrou no combate royal rumble, como lutador número #28, mas foi eliminado por Dolph Ziggler.
No raw de 2 de fevereiro, Cesaro lutou contra Jimmy Uso, e saiu vitorioso após um super uppercut. No main event do dia 3 de fevereiro, ele e Kidd ganharam de novo dos New Day, após um uppercut de cesaro em Kofi Kingston.
No dia 9 de fevereiro lutaram contra os WWE Tag Team champions The Usos. Ganharam após Cesaro empurrar Jey Uso do topo da terceira corda e Kidd fazer o pin.
No main event dia 14 fevereiro ele lutou contra Sin Cara, luta a qual ele saiu vitorioso após um super uppercut, procedido por um Neutralizer.
No Fastlane dia 22 de fevereiro Cesaro e Tyson Kidd ganharam o WWE Tag Team Chapionship pela primeira vez, após derrotarem os The Usos, quando Kidd aplicou um swinging neckbreaker em Jimmy Uso, seguido por um pinfall para obter a vitória.
Nas semanas seguintes ocorreram vários combates de duplas, sempre envolvendo os campeões.
Foi então decidido que haveria uma luta Fatal 4-Way Tag Team na Wrestlemania 31, estando em jogo o título de duplas dos dois.
No evento, que ocorreu no dia 29 de março, Cesaro e Kidd continuaram campeões após um combate incrível, onde venceram os Usos, o The New Day e os Los Matadores.
Nos episódios do Raw e Smackdown seguintes a dupla continuou lutando regularmente.
No Raw de 19 de abril os The New Day venceram os Lucha Dragons para se tornarem #1 Contenders pelos títulos de Cesaro e Kidd, e assim também adversários dos dois no Extreme Rules.
No evento, dia 26 de abril, a dupla foi derrotada e perdeu o título, encerrando o reinado de pouco mais de dois meses.

### Retorno (2016-2022)
Em 4 de abril de 2016, no Raw pós WrestleMania, Cesaro fez seu retorno com um personagem estilo James Bond. Ele substituiu Sami Zayn como participante surpresa no evento principal em um combate fatal-4-Way contra Kevin Owens, AJ Styles e Chris Jericho para determinar o desafiante ao Campeonato Mundial de Peso-Pesados da WWE de Roman Reigns, onde Styles venceu. Na semana seguinte, em 11 de abril, Cesaro derrotou Owens para se tornar o desafiante ao Campeonato Intercontinental da WWE de The Miz. Em 11 de maio, no Payback, Cesaro perdeu o combate para Miz após uma distração do árbitro com Owens e Zayn enquanto Miz desistia do combate durante um crossface aplicado por Cesaro. Em 22 de maio, Cesaro recebeu outra oportunidade pelo título no Extreme Rules em um combate fatal-4-Way, onde Miz novamente venceu mesmo depois de desistir do combate enquanto o árbitro estava distraído por Maryse. Na noite seguinte, no Raw, Cesaro derrotou Miz para se qualificar para uma luta Money in the Bank no pay-per-view Money in the Bank, e três dias depois, no SmackDown, Cesaro recebeu um combate pelo Campeonato Intercontinental de Miz, onde perdeu.
Em 2021 Cesaro teve lutas pelo título mundial da WWE, chegando a enfrentar Roman Reigns. Foi liberado da WWE em 16 de Fevereiro de 2022 após o término do seu contrato.
Em 26 de Junho de 2022, usando seu nome real Claudio Castagnoli, estreou na empresa All Elite Wrestling (AEW) durante o evento pay-per-view Forbidden Door.

## No wrestling
- Movimentos de finalização
  - Como Antonio Cesaro

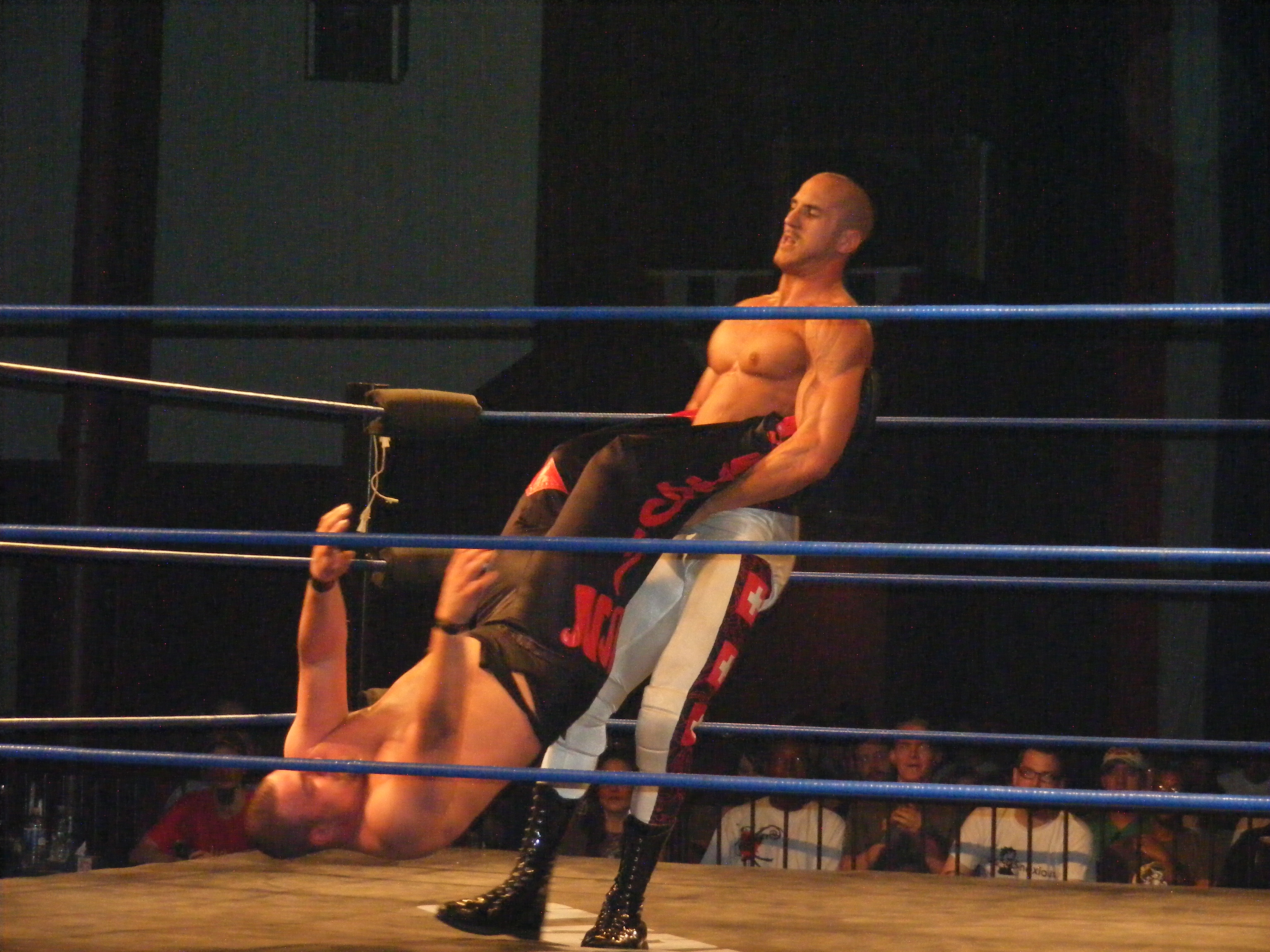
Castagnoli aplicando um giant swing.

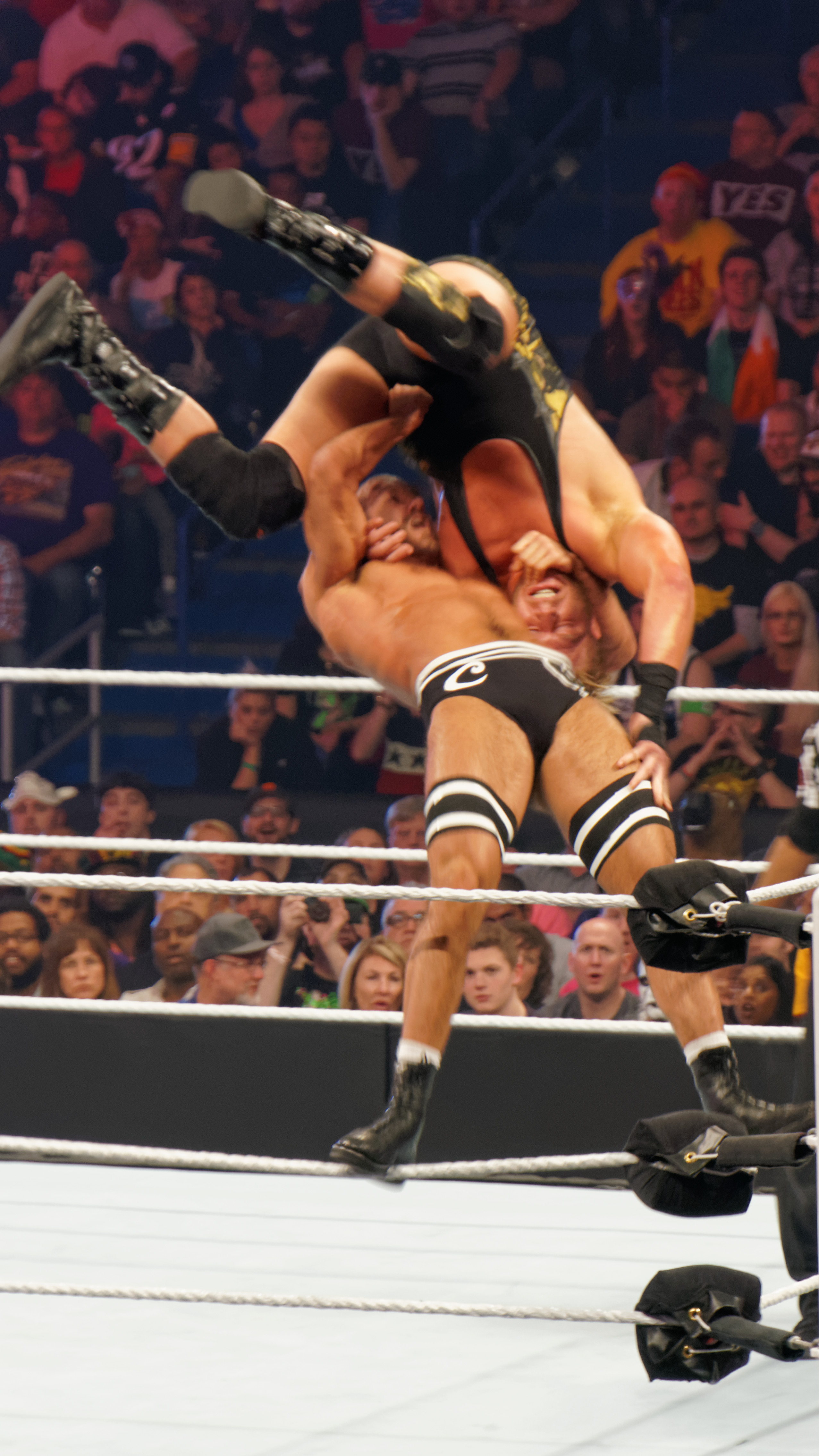
Cesaro aplicando um Suplex nas cordas em Jack Swagger

    - Neutralizer (NXT/WWE) Gotch Style Neutralizer (FCW)(Cradle belly to back inverted mat slam)[3][54][55]
    - Springboard Uppercut[56]
    - Sharpshooter (2015–presente)
    - Very European Uppercut (FCW) / Super Uppercut / Swiss Death (WWE) (Pop-up European uppercut) - FCW - usado como signature na WWE

  - Como Claudio Castagnoli
    - Alpamare Waterslide (Side Death Valley driver)[4]
    - Inverted Chikara Special (Kneeling step-over head-hold armbar em um oponente de bruços seguido pelo levantamento da perna do mesmo)[57] – Chikara
    - Lasartesse Lift (Karelin lift em um side piledriver)[58] – 2007
    - Neutralizer (Over the shoulder single leg Boston crab com neckscissors)[4][59][60] – PWG; usado como movimento secundário na ROH / Circuito independente
    - Ricola Bomb (Straight jacket sitout powerbomb,[4] às vezes da corda mais alta)[61]
    - Roaring Swiss Uppercut (Discus European uppercut)[6]
    - Swiss Death[7] / Very European Uppercut[62] (Pop-up European uppercut)[63]
- Movimentos secundários
  - Como Antonio Cesaro
    - Cesaro Swing (Giant Swing)
    - Delayed gutwrench suplex[64][65][66][67]
    - Diving knee drop[68]
    - Double foot stomp[67][69][70]
    - European uppercut,[67][71] incluindo diversas variações
    - Atrás da cabeça
    - Diving[72]
    - Discus
    - Correndo ao oponente no córner[70][71]
    - Com o oponente sentado
    - Standing
    - Agarrar a orelha do oponente[64][66]
    - Michinoku Driver[70][73][73]
    - Cranial Crank (Swinging chinlock)[71]
    - Swissblade (Side Death Valley driver)[74]
    - Tilt-a-whirl backbreaker em um oponente saltando[75][76]

  - Como Claudio Castagnoli
    - Bicycle kick[6]
    - Cravate[61]
    - European uppercut, incluindo diversas variações
      - Diving[77][78]
      - Springboard[79][80]

    - Giant Swing[6]
    - Jim Breaks Special (Elevated wrist-lock)[4]
    - Match Killer (Horizontal belly to back suplex spun out em um sitout facebuster)[4]
    - Money Dive (Diving headbutt)[4]
    - Diversas variações de suplex
      - Delayed vertical[6]
      - Double underhook[81]
      - Ricola-Plex (X)[6]

    - Suicide dive[6]
    - Swiss Sleeper Hold (Bridging cobra clutch)[4][7]
    - UBS Neckbreaker (Backbreaker rack dropped into a cutter)[4]
    - UFO (Spinning backbreaker rack, às vezes sem utilizar as mãos)[82][83]
- Managers
  - Jade Chung[4]
  - SoCal Val[4]
  - Prince Nana[4]
  - Shane Hagadorn[84]
  - Sara Del Rey[84]
  - Aksana[23]
  - Zeb Colter[85]
  - Paul Heyman
- Alcunhas
  - "Double C"[4]
  - "The Most Money Making Man"[86]
  - "The Stalwart Swiss Powerhouse"[87]
  - "Very European ("Muito Europeu")[1][3][88]
  - "The Swiss Sensation" ("A Sensação Suíça")[1][89]
  - "The Swiss Sensation / Superman / Superstar" ("O Super-Homem Suíço")[90]
  - "Pound for Pound, the Strongest Man in WWE (Pound for Pound, o Homem mais forte da WWE)
  - "Best European Fighter in Wrestling" (O Melhor Lutador Europeu de Wrestling)
  - "The Personification of the American Dream" ("A Personificação do Sonho Americano")
  - "The King Of Swing" ("O Rei do Swing'')
- Temas de entrada
  - "I've Got to Have It (Instrumental)" por Jermaine Dupri[91]
  - "We Are the Champions" por Queen[92] (enquanto dupla com Chris Hero)
  - "1812 Overture" por Pyotr Ilyich Tchaikovsky[93]
  - "Engel" por Rammstein[94] (enquanto parte da Bruderschaft des Kreuzes)
  - "KoW (Kings)" por Cody B. Ware, Emilio Sparks e J. Glaze[95] (enquanto dupla com Chris Hero)
  - "Im Namen Der Bruderschaft" por Kenny Pickett[96] (enquanto parte da Bruderschaft des Kreuzes)
  - "Patriot" por CFO$ (julho de 2013 a abril de 2014; Usado enquanto fazia parte dos The Real Americans)
  - "Miracle" por Jim Johnston[97]
  - "Swiss Made" por CFO$ (21 de abril de 2014 a 20 de maio de 2019)
  - "SuperHuman" por CFO$ (20 de maio de 2019-presente)[98]
- Lutadores que treinou

| - Air 2 Style - Andres Diamond - Chris Bernardi - Create-A-Wrestler - Don Heavy - Frightmare - Green Ant - Hellvetic Warrior - Jakob Hammermeier - Jonathan Barber (árbitro) - Kobald | - Kodama - Little Mondo - Marc Roudin - Marshal T - Obariyon - Saturyne - Steve Allison - Tribun - Tursas - Vin Gerard |

## Títulos e prêmios
- Chikara

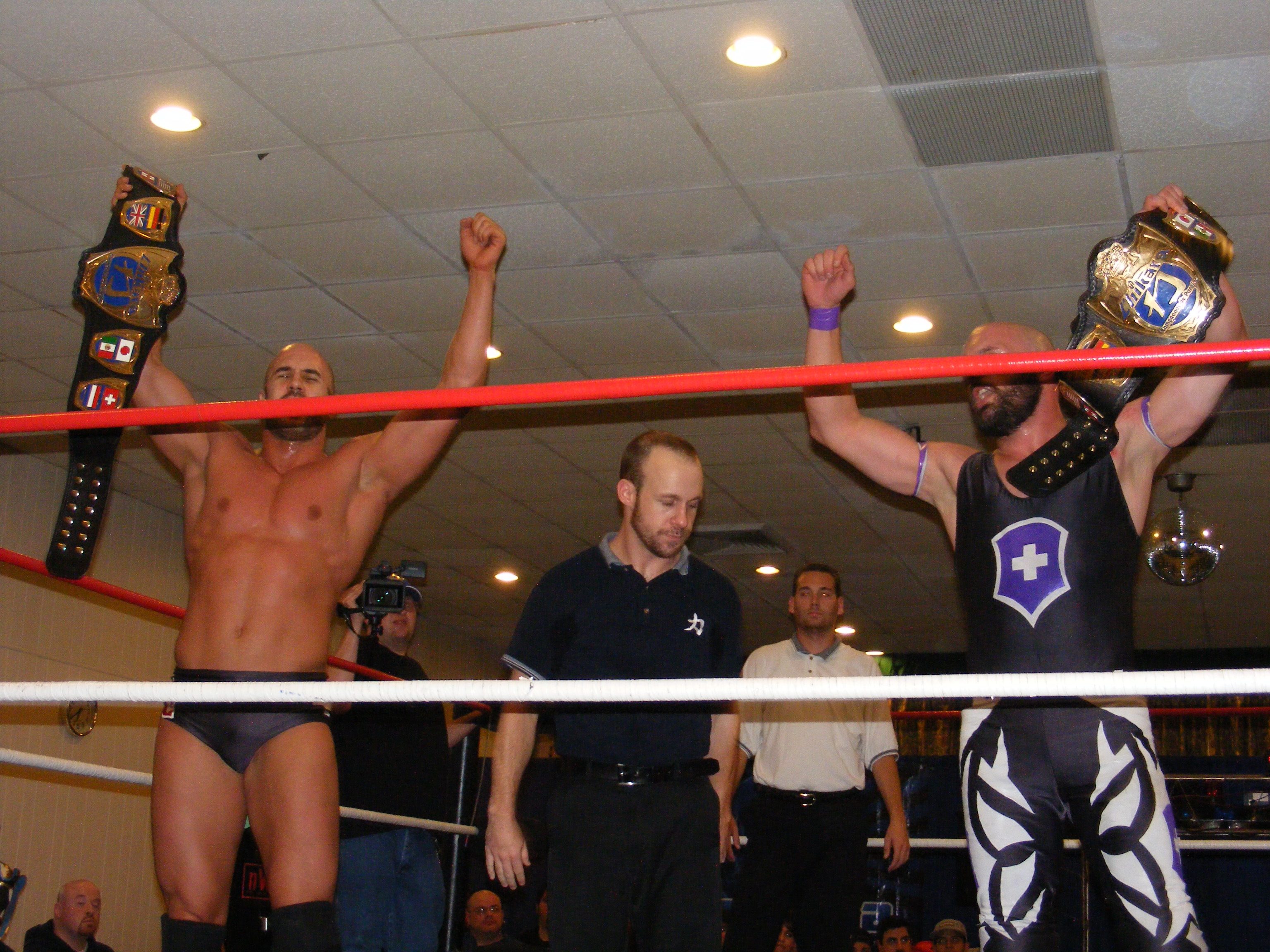
Swiss Money Holding(Castagnoli e Ares) como Campeones de Parejas da Chikara em outubro de 2010.

  - Chikara Campeonatos de Parejas (2 vezes) – com Chris Hero (1) e Ares (1)[4][101]
  - King of Trios (2010) – com Ares e Tursas[102]
  - Tag World Grand Prix (2005) – com Arik Cannon[4]
  - Tag World Grand Prix (2006) – com Chris Hero[4][92]
  - Torneo Cibernético (2007)[6]
- Cleveland All-Pro Wrestling
  - CAPW Unified Heavyweight Championship (1 vez)[103]
- Combat Zone Wrestling
  - CZW World Tag Team Championship (2 vezes) – com Chris Hero[4]
  - Last Team Standing (2006) – com Chris Hero[4]
- German Stampede Wrestling
  - GSW Tag Team Championship (2 vezes)[104] – com Ares
- Juggalo Championship Wrestling
  - JCW Tag Team Championship (1 vez) – com Chris Hero[105]
- International Pro Wrestling: United Kingdom
  - IPW:UK Tag Team Championship (1 vez)[106] – com Ares
- Independent Wrestling Association: Switzerland
  - IWA Switzerland World Heavyweight Championship (1 vez)[107]
- Pro Wrestling Guerrilla
  - PWG World Championship (1 vez)[108][109]
- Pro Wrestling Illustrated
  - PWI o colocou na #44ª posição dos 500 melhores lutadores individuais em 2011[110]
- Ring of Honor
  - ROH World Championship (2 vezes)
  - ROH World Tag Team Championship (2 vezes) – com Chris Hero[111]
  - Torneio Race to the Top (2007)[4]
  - Tag Wars (2010) – com Chris Hero[112]
- Swiss Wrestling Federation
  - SWF Powerhouse Championship (2 vezes)[113]
  - SWF Tag Team Championship (1 vez) – com Ares[113]
- westside Xtreme wrestling
  - wXw World Heavyweight Championship (2 vezes)[114]
  - wXw Tag Team Championship (3 vezes) – com Ares[115]
- Wrestling Observer Newsletter
  - Dupla do Ano (2010) com Chris Hero[116]
- WWE
  - WWE (Raw) Tag Team Championship (5 vezes) - com Tyson Kidd (1) e Sheamus (4)
  - WWE SmackDown Tag Team Championship (2 vezes) - com Sheamus[117] e Shinsuke Nakamura
  - United States Championship (1 vez)
  - André the Giant Memorial Trophy (2014)
- AEW ° World Trios Championship (1 vez) - com Wheeler Yuta e Pac.